# Bønnerup strand
Bønnerup strand är dels en ort med 656 invånare i Norddjurs kommun, Danmark, dels en sandstrand vid orten.

## Historia
Bønnerup strand byggdes 1934-1937 som en öhamn. Den har genom försandning senare förbundits med fastlandet. Vid hamnen har en by som är mycket präglad av turism, bland annat genom många sommarhus, vuxit upp. En bit längre innåt land finns byn Bønnerup.